# Дедикація
 Дедикація (лат. dedicatio, від dedico — посвячую, присвята) — вказівка перед початком твору імені адресата, якому автор присвячує власний твір. Найчастіше виражає жест поваги, вдячності автора певній особі; інколи вказує на зв'язок мотиву твору або його задуму з творами адресата чи факт спілкування з ним. Дедикація є правом автором твору з тих чи інших причин присвятити твір певній особі, зустрічається в творах багатьох авторів. Дедикація більш властива художнім творам, але зустрічається і в наукових.